# Formidable (1751)
Pour les autres navires du même nom, voir Formidable et HMS Formidable.
Le Formidable est un vaisseau de ligne à deux-ponts portant 80 canons, construit par Jacques Luc Coulomb à Brest en 1749-1750, et lancé en 1751. Il est mis en chantier pendant la vague de construction qui sépare la fin de guerre de Succession d'Autriche (1748) du début de la guerre de Sept Ans (1755). Il sert régulièrement de navire-amiral lors de la guerre de Sept Ans, conflit au cours duquel il est capturé par la Royal Navy, laquelle l'intègre dans ses effectifs jusqu'en 1768. 

## Les caractéristiques générales du vaisseau
Le Formidable fait partie de la nouvelle série des deux-ponts plus puissants construits à cette époque par la marine française pour obtenir un bon rapport coût/manœuvrabilité/armement afin de pouvoir tenir tête à la marine anglaise qui dispose de beaucoup plus de navires. Il est mis sur cale peu après la fin de la guerre de Succession d’Autriche qui a vu la perte de beaucoup de vaisseaux et qui nécessite le renouvellement de nombre d’autres qui sont très usés. Portant 80 canons répartis pour l'essentiel sur deux ponts, c’est le  quatrième bâtiment de ce type après le Tonnant (1743), le Soleil Royal (1749) et le Foudroyant (1750).
Le Formidable est long de 177-180 pieds français, large de 44-45 et profond d’un peu plus de 21. Sans être standardisé, il partage les caractéristiques communes de tous les « 80 canons » construits à de nombreux exemplaires jusqu’au début du XIXe siècle et qui évoluent par petites touches à chaque construction d’une nouvelle unité, combinée à la volonté des responsables navals d’exploiter au mieux cette catégorie de vaisseau de guerre qui est elle-même une prolongement de l’excellente série des 74 canons.
La coque du Formidable est en chêne, bois lourd et très résistant. Près de 3 000 chênes vieux de 80 à 100 ans ont été nécessaires à sa construction. Le gréement, (mâts et vergues) est en pin, bois plus léger et souple. De 30 à 35 pins ont été assemblés pour former la mâture. Les affûts des canons et des pompes sont en orme, les sculptures de la proue et de la poupe sont en tilleul et en peuplier, les poulies sont en gaïac. Les menuiseries intérieures sont en noyer. Les cordages (plus de 80 tonnes) et les voiles (à peu près 3 000 m2) sont en chanvre. 
Prévu pour pouvoir opérer pendant des semaines très loin de ses bases européennes s’il le faut, ses capacités de transport sont considérables. Il emporte pour trois mois de consommation d’eau, complétée par six mois de vin et d’eau douce . S’y ajoute pour cinq à six mois de vivres, soit plusieurs dizaines de tonnes de biscuits, farine, légumes secs et frais, viande et poisson salé, fromage, huile, vinaigre, sel, sans compter du bétail sur pied qui sera abattu au fur et à mesure de la campagne.
Les canons sont en fer. Cet armement se répartit de la façon suivante : 
- le premier pont, percé à 15 sabords porte trente canons de 36 livres ;
- le second, percé à 16 sabords porte trente-deux pièces de 18 livres ;
- les gaillards avant et arrière se répartissent dix-huit pièces de 8 livres.

Ces trois calibres sont les mêmes que ceux que l’on trouve sur les 74 canons, ce qui montre bien la filiation entre les deux types de navire. Lorsque le vaisseau tire, le poids de la bordée est de 972 livres (à peu près de 475 kg) et le double s'il fait feu simultanément sur les deux bords. En moyenne, chaque canon dispose de 50 à 60 boulets. Il y a aussi plusieurs tonnes de mitraille et de boulets ramés. Le vaisseau embarque plus de 20 tonnes de poudre noire, stockée sous forme de gargousses ou en vrac dans les cales. Sachant que la Marine de Louis XV ne construit plus de trois-ponts de 100-110 canons depuis le début des années 1740, le Formidable fait partie des plus puissantes unités de la flotte dans les années 1750. Il n’est dépassé en armement que par le Soleil Royal, vaisseau symbole de la puissance royale sur mer et qui embarque sur sa deuxième batterie des pièces de 24 livres au lieu de 18.

## La carrière duFormidable

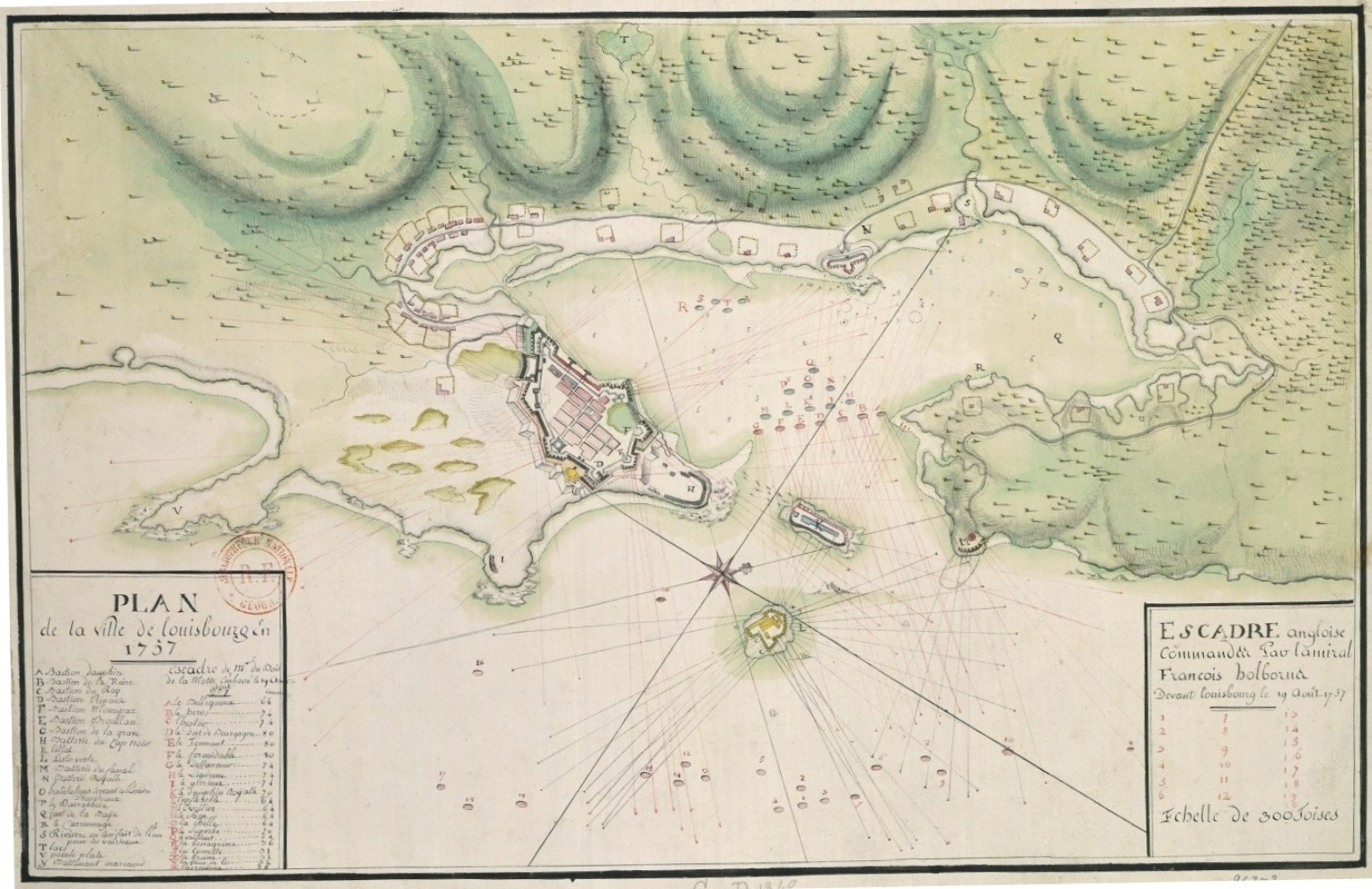
Le dispositif défensif de Louisbourg en 1757. Le Formidable participe à la protection de la place en tant que navire-amiral.

### Les premiers armements
La logique voudrait que le Soleil-Royal serve de vaisseau amiral pour les opérations dans l’Atlantique lorsque débute la guerre de Sept Ans, mais la Monarchie, prudente, ne veut pas risquer de perdre cette unité de guerre au nom prestigieux et symbolique. C’est donc le Formidable qui est le plus souvent employé dans ce rôle alors que le Soleil Royal reste à quai à Brest les quatre premières années du conflit. 
En 1755, le Formidable est armé sous les ordres du comte de Kersaint. Il sert de navire-amiral à une escadre de six vaisseaux et trois frégates aux ordres du lieutenant général Macnemara qui doit escorter dix-huit bâtiments portant des renforts pour le Canada (aux ordres, elle, de Dubois de La Motte). Les ordres de Macnemara étant de prendre le moins de risque possible face aux forces anglaises, il se contente de faire une croisière sur les côtes avant de rentrer (3 mai-20 mai 1755), laissant Dubois de La Motte terminer seul la mission. Macnemara malade et démissionnaire, le Formidable reste dans la même force, mais celle-ci passe sous les ordres de Duguay qui patrouille au large de Brest pour protéger l'arrivée des convois de commerce, mission dont il s’acquitte parfaitement.
En 1757, il est placé sous les ordres du comte de Guichen et sert encore une fois de navire amiral à Dubois de la Motte qui doit passer en Amérique avec neuf vaisseaux et deux frégates pour y défendre Louisbourg. Le 3 mai, il quitte Brest à la tête de l'escadre et arrive à bon port quelques semaines plus tard, participant ainsi à l'importante concentration navale qui sauve Louisbourg de l'invasion cette année-là. En octobre, le Formidable quitte la place pour rentrer en France. Comme les autres vaisseaux, il est touché par la grave épidémie de typhus qui ravage les équipages et qui contamine Brest en novembre, faisant des milliers de morts dans la ville. En 1758, le Formidable franchit une nouvelle fois l'Atlantique, mais seul, pour tenter de porter secours à Louisbourg, assiégée par des forces considérables. Son commandant, le comte de Blénac-Courbon, jugeant le franchissement du dispositif anglais impossible, préfère faire demi-tour et rentrer sur Brest.

### La perte du navire à la bataille des Cardinaux

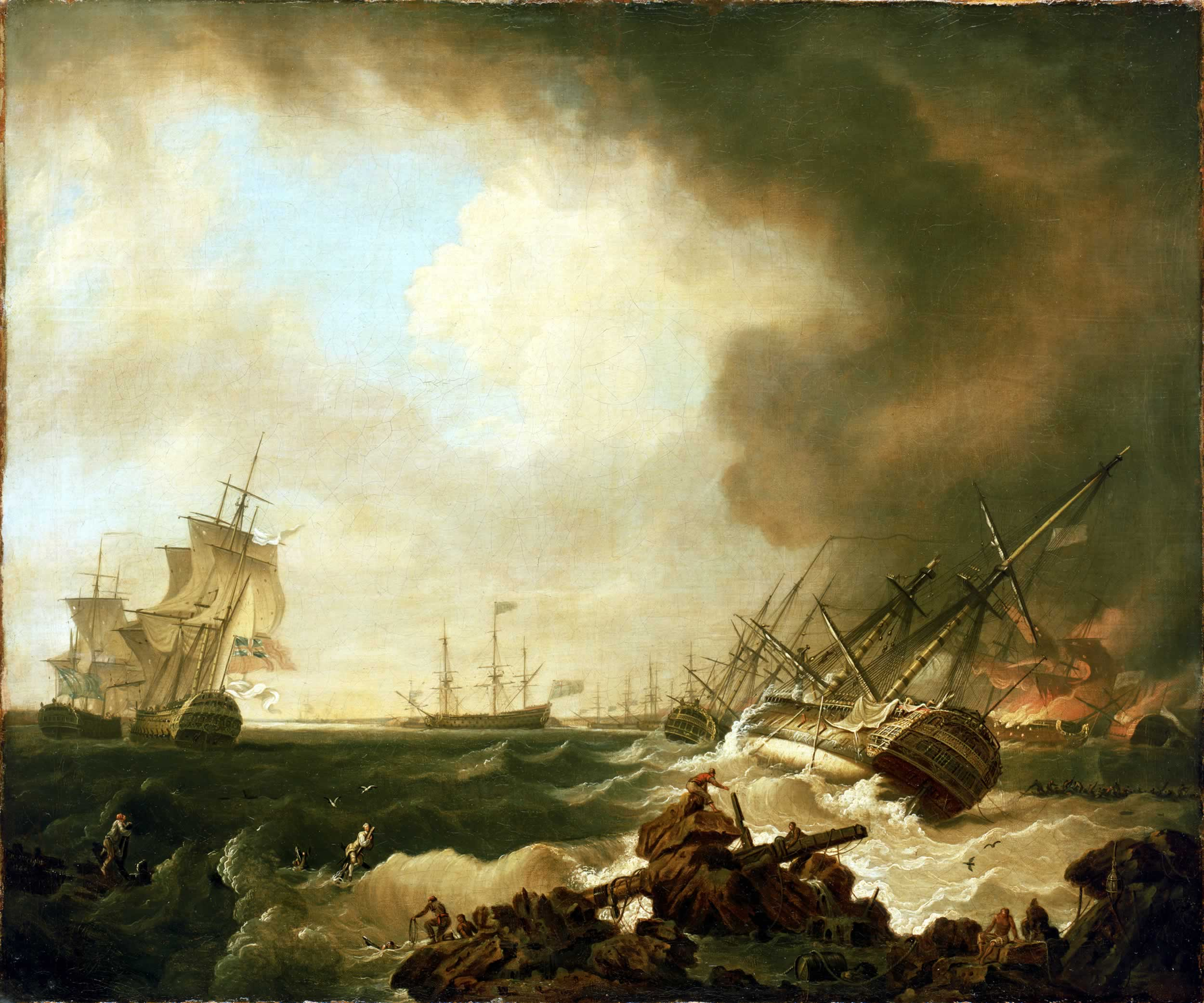
Le lendemain de la bataille des Cardinaux, avec à gauche, le Formidable amariné par une frégate.

En 1759, le Formidable passe le plus clair de son temps enfermé à Brest, comme presque tous les navires du Ponant, afin de se préparer à une opération de débarquement en Angleterre. Le vaisseau est maintenant commandé par le chef d'escadre Louis de Saint-André du Verger qui a pour commandant en second son frère aîné Marc-Antoine. Le Formidable fait partie de l'escadre de vingt-et-un vaisseaux sous les ordres de Conflans qui sort de Brest le 14 novembre et qui doit se rendre dans la région de Vannes où l'attend l'armée d'invasion qu'elle doit escorter vers les îles Britanniques. Il dispose d'un équipage complet de 800 hommes alors que nombre de navires, à la suite de l'épidémie de typhus de l'année précédente et aux rafles de la marine anglaise sur les navires civils, n'ont que des équipages incomplets ou de fortune. 
Dans l’armée navale, le Formidable sert de navire-amiral à l'escadre bleue, c’est-à-dire l’arrière-garde, composée de sept vaisseaux. Le 24 novembre, l'escadre de Conflans est repérée par celle de Hawke qui croise au large de la Bretagne depuis des mois. Devant le déséquilibre des forces (les Anglais ont plusieurs vaisseaux de plus), Conflans essaie d'éviter le combat et se replie dans la baie de Quiberon. Mais Hawke ordonne la poursuite générale et les vaisseaux anglais les plus rapides réussissent à rattraper l'arrière-garde près des récifs des Cardinaux. Ils engagent le combat en début d'après-midi en attaquant les bâtiments français sur les deux bords. Le Formidable, que son commandant a placé en queue de ligne pour tenter d'amortir le choc, livre un combat aussi désespéré qu'acharné au milieu de neuf vaisseaux ennemis. Il réussit même, un temps, à secourir un autre navire de l'arrière-garde en difficulté, le Héros. Accablé sous les coups, le Formidable a son gouvernail brisé, ses mats hachés, son équipage décimé. 
Il menace de couler bas lorsque le même boulet tue les deux frères Saint-André du Verger : Louis a la tête emportée et Marc-Antoine le corps coupé en deux. Vers 16 heures, complètement désemparé, réduit à l'état de « carcasse recouverte de cadavres » (Jean Meyer, Martine Acerra) il est contraint de baisser pavillon alors que le reste de l'escadre anglaise arrive sur le champ de bataille. Le nombre des victimes n'est pas connu avec précision. Une source ancienne parle de 300 morts. Une autre relate qu'il ne reste plus qu'une soixantaine d'hommes en état de combattre. Parmi les survivants se trouve le jeune Lapérouse, futur explorateur du Pacifique sous Louis XVI. L'historien Georges Lacour-Gayet juge le combat du Formidable comme l’« une des pages les plus honorables de l’histoire maritime française. » 
Le Formidable fait partie des six navires perdus par la Marine royale lors de cette lourde défaite qui met un terme aux projets de débarquement en Angleterre. Dans le détail, c'est l'un des deux vaisseaux de 80 canons perdus sur les quatre engagés dans la bataille : le Soleil-Royal, que le ministère s'était décidé à mobiliser comme bâtiment-amiral de l'escadre ayant été incendié sur ordre de Conflans pour échapper à la capture ; les deux autres, le Tonnant, et l’Orient s'étant enfuis le lendemain du combat vers l’île d’Aix. Sur l'intégralité du conflit (1755-1763), le Formidable est l'un des trente-sept vaisseaux perdus par la France. Amariné par le HMS Resolution, puis par une frégate, il est rebaptisé HMS Formidable. Réparé et intégré à la Royal Navy, il sert jusqu'en 1768, date de son démantèlement. Son nom sera relevé sous la Révolution française par un autre vaisseau de 80 canons lancé en 1795.

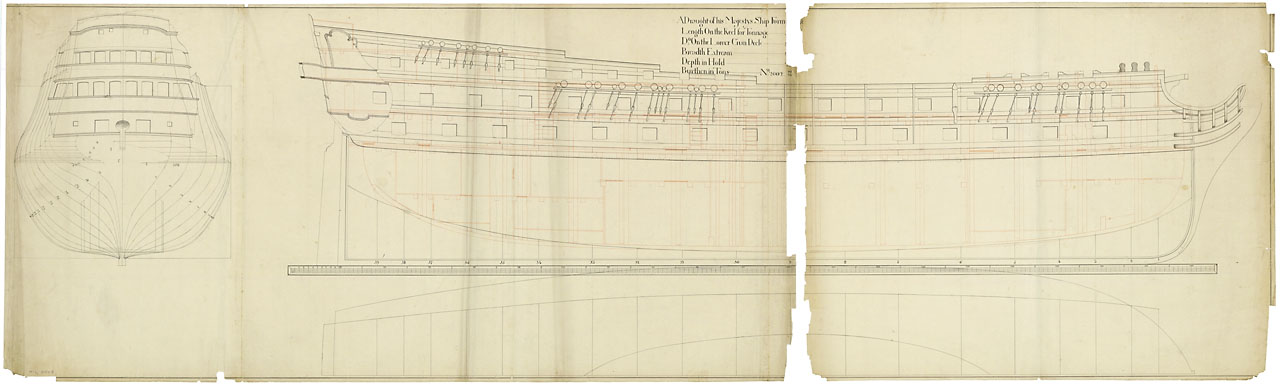
Profil du Formidable dressé par la Royal Navy après sa capture.

Sorti en 2014, le jeu en ligne Assassin's Creed: Rogue qui se déroule en partie dans le contexte de la guerre de Sept Ans, met en scène le Formidable présenté comme un « navire de légende ».